# Salonius (évêque de Genève)
Salonius (ou parfois Salon, Salone ou Saloine en français) est un saint de l'Église catholique romaine, évêque de Genève au milieu du Ve siècle. Il est fêté le 28 septembre.
Un autre évêque de Genève a porté le même nom, en 573.

## Biographie

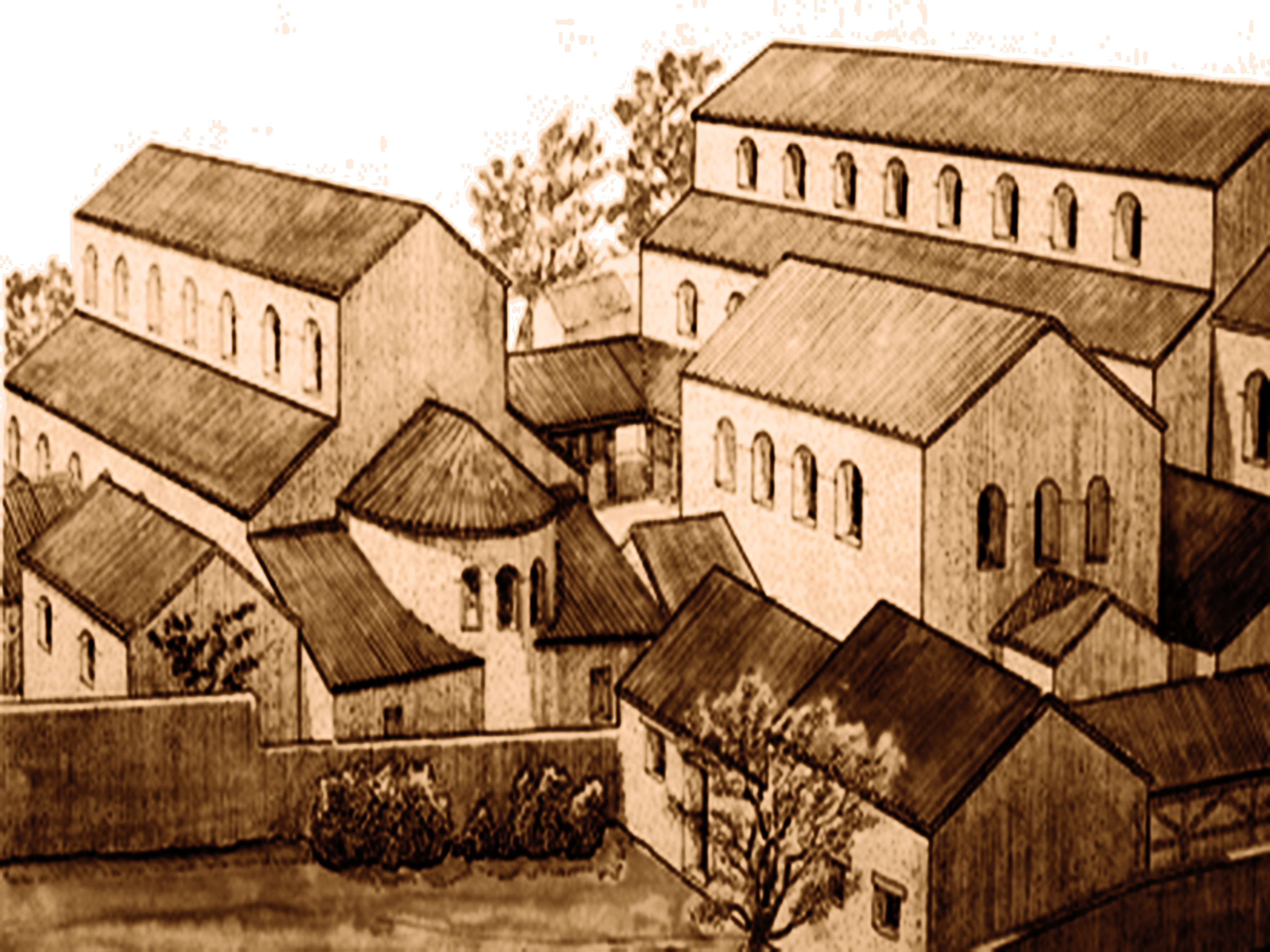
Groupe épiscopal de l'évêque Salonius

Né vers 400, Salonius est le fils d'Eucher de Lyon et de son épouse Galla,. Il a pour frère Véran de Vence.
Il vit avec sa famille, à partir de 415 environ, sur les îles de Lérins, où saint Honorat avait fondé peu auparavant une communauté monastique,.
Son éducation est confiée à Salvien, Vincent de Lérins et Hilaire, plus tard évêque d'Arles.
Son père Eucher lui consacre ses Instructionum ad Salonium libri II, commentaires de textes bibliques.
Eucher lui-même, après une période d'érémitisme dans le Luberon, devint évêque métropolitain de Lyon vers 434.
Salonius est évêque de Genève dès 441 jusqu'en 460,. Il assiste en effet au concile d'Orange de novembre 441. Il est aussi signalé au concile de Vaison de novembre 442, puis au concile d'Arles de 451. Il est signataire, avec son frère Véran et l'évêque de Grenoble Cérat (Cérétius), de la lettre 118 de la correspondance du pape Léon Ier, par laquelle ils félicitent celui-ci pour le Tome à Flavien (qui date de juin 449) et lui en demandent une copie corrigée de sa main. C'est à Salonius que son ancien précepteur Salvien dédia son De gubernatione Dei, publié peu après 439. Ces indications ponctuelles sont les seules dates sûres que nous possédions de sa biographie, et on ignore la date de sa mort.
Des commentaires de textes bibliques lui sont attribués, notamment des dialogues où il répond à son frère Véran sur les enseignements moraux à tirer du Livre des Proverbes et de l'Ecclésiaste.
Salonius meurt après 450, vers 460,.